# Y en eso llegó Fidel
Y en eso llegó Fidel ('En toen kwam Fidel') is een lied van de Cubaanse componist Carlos Puebla, ook wel de "troubadour van de Cubaanse revolutie" genoemd. Het lied is gecomponeerd na de triomf van de Cubaanse Revolutie ter ere van haar opperbevelhebber Fidel Castro.

## Inhoud van het lied
Het lied refereert aan de voorganger van Castro: de dictator Fulgencio Batista, die het volk onderdrukte en van het land een gokparadijs maakte, en de komst van Castro die hieraan een einde maakte.